# Cómbita

Localização de Combita no departamento de Boyacá.

Combita é um município no departamento de Boyacá, na Colômbia.